# Barnasávos bambuszcápa

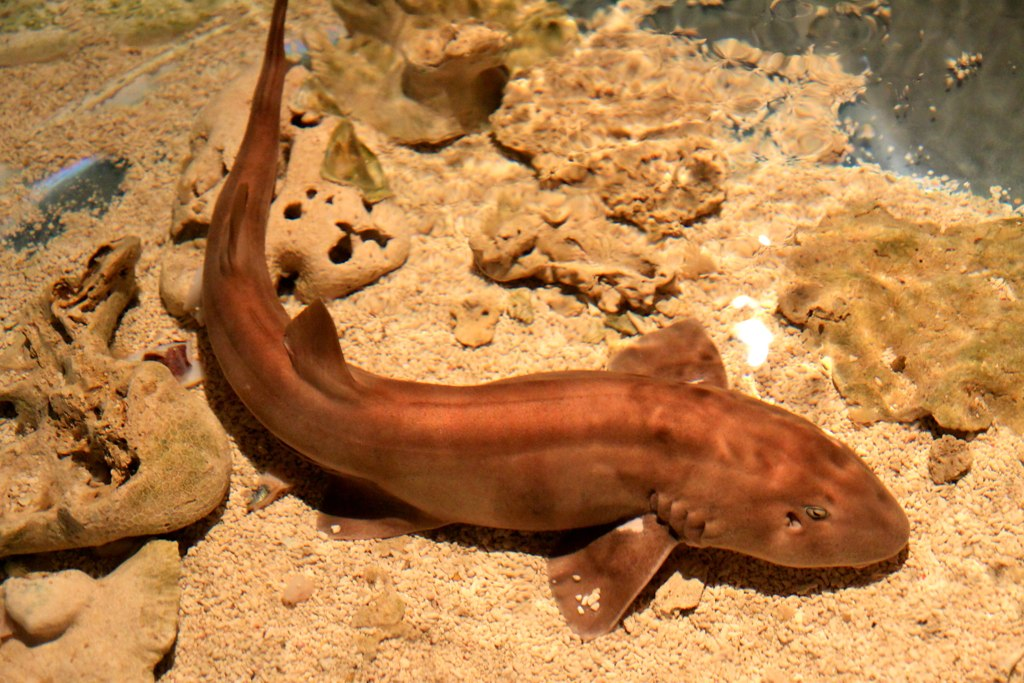
Barnasávos bambuszcápa

A barnasávos bambuszcápa (Chiloscyllium punctatum) a porcos halak (Chondrichthyes) osztályába, a cápák és ráják (Elasmobranchii) alosztályába, valamint a rablócápa-alakúak (Orectolobiformes) rendjébe és a Hemiscylliidae családjába tartozó faj.

## Előfordulása
A faj az Indiai- és Csendes-óceán lakója, Indiától egészen Ausztráliáig mindenütt megtalálható. Általában korallszirtek közelségét kedveli.

## Megjelenése
Átlagos testhossza 82-105 centiméter, maximális mérete 121 centiméter, nőstény általában nagyobb, mint a hím. Szürke alapon fekete csíkos, de többféle mintázat is létezik. Állkapcsában 244 apró tompa fog található amelyek simák és karcmentesek.

## Életmódja
Csigákkal, kagylókkal, rákokkal, és sok más puhatestű állattal táplálkozik. Kutatása igen nehéz mivel főként éjszaka aktív. A sekély vizeket kedveli, ezért nem megy 90 méternél mélyebbre. Legtöbb idejét az aljzaton tölti, ha veszélyben érzi magát befúrja magát a homokba. Látása nem valami jó, inkább a szaglására hagyatkozik. Ártalmatlan, akár még simogatni is lehet! 
Az 1995-ös években 421 barnasávos bambuszcápát fogtak ki. Húsa értékes és finom. Agya a legkisebb a halak között. Egyedszáma nem éri el 2000 példányt

## Szaporodása
Párzás előtt egymást harapdálják. Az újszülöttek kis apró tojásokból, az úgynevezett cápatojásból kelnek ki. Egy család akár 40 főből is állhat. Ebből maximum 17 hím a többi mind nőstény.

## Érdekessége
A Barnasávos bambuszcápa sok asztrológiai mesében szerepel. Az embernél 60-szor több ideig is bírják Oxigén nélkül, ezért apálykor mellúszói segítségével kimászik hogy rákokat fogyasszon. Hátán egy védelemre szolgáló tüske található.

## Külső hivatkozás
- EXTANT DENTITIONS: Cápanevek (angol)
- Checklist of Living Sharks: Compagno, 2007
- Checklist of Fossil Sharks: Jim Bourdon © 1998 - 2009